# Cuterebra neomexicana
Cuterebra neomexicana är en tvåvingeart som beskrevs av Curtis W. Sabrosky 1986. Cuterebra neomexicana ingår i släktet Cuterebra och familjen styngflugor. Inga underarter finns listade i Catalogue of Life.